# Fødevarestyrelsen
Fødevarestyrelsen är ett direktorat under Ministeriet for Fødevarer, Landbrug og Fiskeri i Danmark. Det bildades 1970. Det har sitt säte i Glostrup väster om Köpenhamn, men har verksamhet över hela landet (inklusive Grönland, där man delar ansvaret med det grönländska självstyret). Fødevarestyrelsen ansvarar för reglering och kontroll, vägledning, beredskap och internationellt samarbete inom livsmedelsområdet.